# Myioparus griseigularis
A Myioparus griseigularis a madarak osztályának a verébalakúak (Passeriformes) rendjéhez és a  légykapófélék (Muscicapidae) családjához tartozó faj.

## Rendszerezése
A fajt Frederick John Jackson angol ornitológus írta le 1906-ban, az Alseonax nembe Alseonax griseigularis néven. Egyes szervezetek a Fraseria nembe sorolják Fraseria griseigularis néven.

## Alfajai
- Myioparus griseigularis griseigularis (Jackson, 1906)
- Myioparus griseigularis parelii (Traylor, 1970)[1]

## Előfordulása
Afrikában, Angola, Elefántcsontpart, Egyenlítői-Guinea, Gabon, Gambia, Ghána, Guinea, Kamerun, a Kongói Köztársaság, a Kongói Demokratikus Köztársaság, Libéria, Nigéria, Sierra Leone, Tanzánia és Uganda területén honos. 
Természetes élőhelyei a trópusi és szubtrópusi síkvidéki esőerdők, valamint ültetvények. Állandó, nem vonuló faj.

## Megjelenése
Testhossza 13 centiméter, testtömege 9–17 gramm.

## Életmódja
Főleg rovarokkal táplálkozik.

## Természetvédelmi helyzete
Az elterjedési területe rendkívül nagy, egyedszáma viszont csökken, de még nem éri el a kritikus szintet. A Természetvédelmi Világszövetség Vörös listáján nem fenyegetett fajként szerepel.